# Paulhan (Hérault)
Pour les articles homonymes, voir Paulhan.
Paulhan (prononcé [poʎɑ̃] théoriquement, [pojɑ̃] par les générations d'avant-guerre, mais [polɑ̃] ensuite) est une commune française située dans le centre du département de l'Hérault en région Occitanie.
Exposée à un climat méditerranéen, elle est drainée par l'Hérault et par divers autres petits cours d'eau.
Paulhan est une commune rurale qui compte 4 022 habitants en 2022, après avoir connu une forte hausse de la population depuis 1962. Elle est dans l'unité urbaine de Paulhan. Ses habitants sont appelés les Paulhanais ou Paulhanaises.

## Géographie

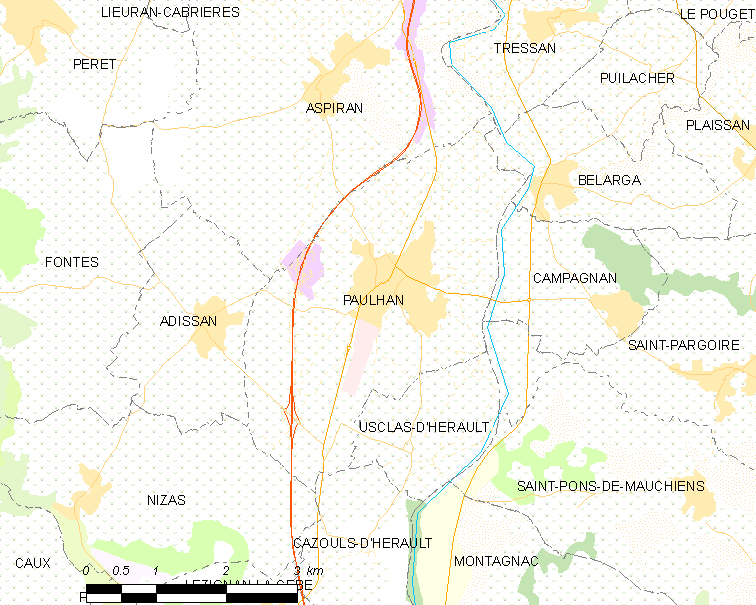
Carte

Entre mer et montagne, à mi-chemin de Béziers et de Montpellier, entouré de collines et des plaines des bords de l’Hérault, au cœur du département, Paulhan est un exemple parfait de village circulaire languedocien apparu aux environs de l’an mille. La visite de sa circulade reste incontournable.
Paulhan s'étend aux abords des rives de l'Hérault et au pied des premières collines. C'est un village circulaire retraçant plus de 1 000 ans d'histoire.

### Communes limitrophes
| Aspiran | Tressan           | Belarga                  |
| Adissan | Paulhan           | Campagnan Saint-Pargoire |
| Nizas   | Cazouls-d'Hérault | Usclas-d'Hérault         |

### Climat
Pour des articles plus généraux, voir Climat de l'Occitanie et Climat de l'Hérault.
En 2010, le climat de la commune est de type climat méditerranéen franc, selon une étude s'appuyant sur une série de données couvrant la période 1971-2000. En 2020, Météo-France publie une typologie des climats de la France métropolitaine dans laquelle la commune est exposée à un climat méditerranéen et est dans la région climatique  Provence, Languedoc-Roussillon, caractérisée par une pluviométrie faible en été, un très bon ensoleillement (2 600 h/an), un été chaud (21,5 °C), un air très sec en été, sec en toutes saisons, des vents forts (fréquence de 40 à 50 % de vents > 5 m/s) et peu de brouillards.
Pour la période 1971-2000, la température annuelle moyenne est de 14,7 °C, avec une amplitude thermique annuelle de 16,2 °C. Le cumul annuel moyen de précipitations est de 690 mm, avec 6 jours de précipitations en janvier et 2,6 jours en juillet. Pour la période 1991-2020, la température moyenne annuelle observée sur la station météorologique la plus proche, située sur la commune de Tourbes à 12 km à vol d'oiseau, est de 15,2 °C et le cumul annuel moyen de précipitations est de 607,5 mm,. Pour l'avenir, les paramètres climatiques de la commune estimés pour 2050 selon différents scénarios d'émission de gaz à effet de serre sont consultables sur un site dédié publié par Météo-France en novembre 2022.

### Milieux naturels et biodiversité
Aucun espace naturel présentant un intérêt patrimonial n'est recensé sur la commune dans l'inventaire national du patrimoine naturel,,.

## Urbanisme

### Typologie
Au 1er janvier 2024, Paulhan est catégorisée bourg rural, selon la nouvelle grille communale de densité à sept niveaux définie par l'Insee en 2022.
Elle appartient à l'unité urbaine de Paulhan, une unité urbaine monocommunale constituant une ville isolée,. La commune est en outre hors attraction des villes,.

### Occupation des sols
L'occupation des sols de la commune, telle qu'elle ressort de la base de données européenne d’occupation biophysique des sols Corine Land Cover (CLC), est marquée par l'importance des territoires agricoles (81,6 % en 2018), en diminution par rapport à 1990 (88,3 %). La répartition détaillée en 2018 est la suivante :
cultures permanentes (76,6 %), zones urbanisées (14,1 %), prairies (4,9 %), zones industrielles ou commerciales et réseaux de communication (4,3 %), zones agricoles hétérogènes (0,1 %). L'évolution de l’occupation des sols de la commune et de ses infrastructures peut être observée sur les différentes représentations cartographiques du territoire : la carte de Cassini (XVIIIe siècle), la carte d'état-major (1820-1866) et les cartes ou photos aériennes de l'IGN pour la période actuelle (1950 à aujourd'hui).

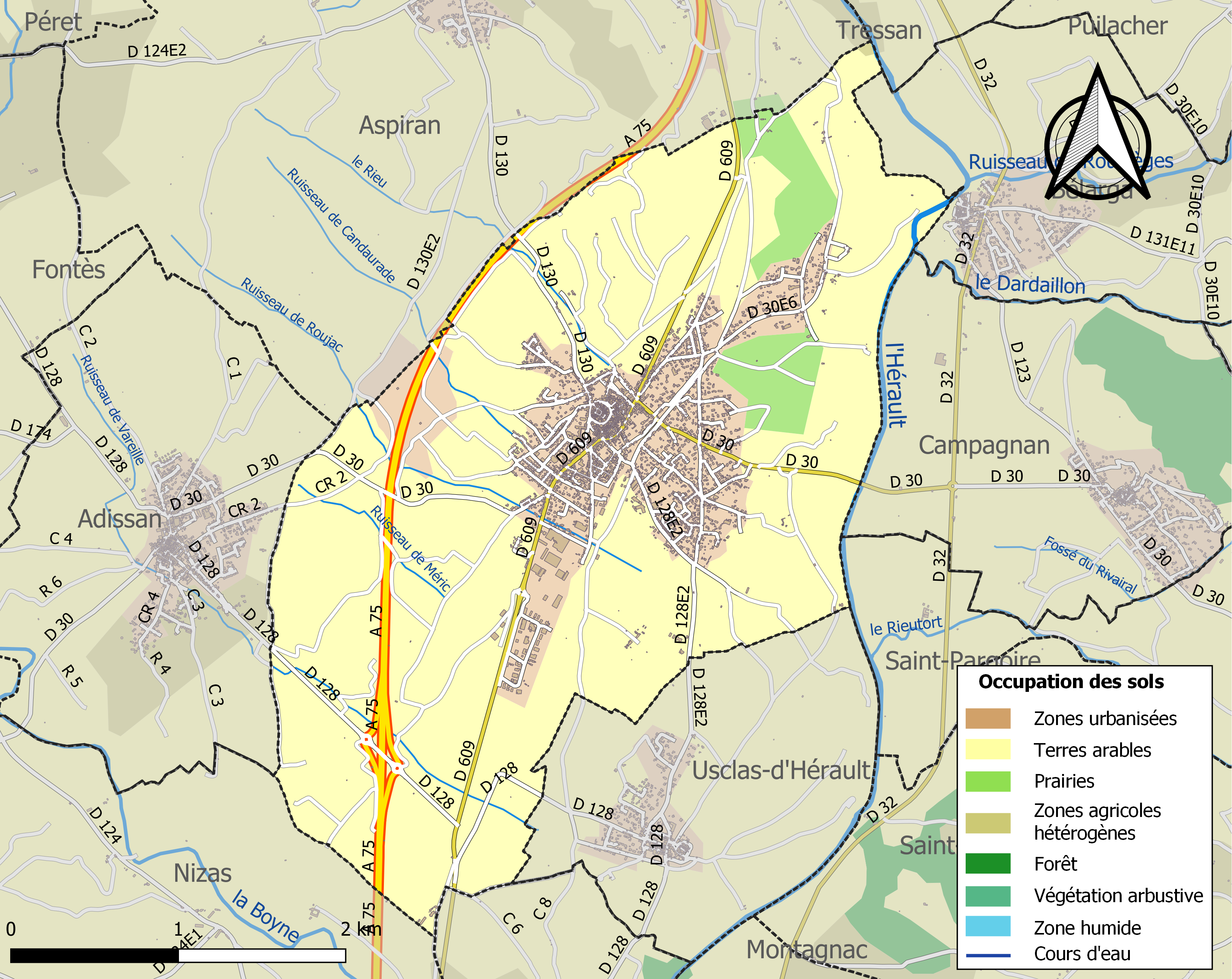
Carte des infrastructures et de l'occupation des sols de la commune en 2018 (CLC).

### Risques majeurs
Le territoire de la commune de Paulhan est vulnérable à différents aléas naturels : météorologiques (tempête, orage, neige, grand froid, canicule ou sécheresse), inondations, feux de forêts et séisme (sismicité faible). Il est également exposé à deux risques technologiques, le transport de matières dangereuses et la rupture d'un barrage. Un site publié par le BRGM permet d'évaluer simplement et rapidement les risques d'un bien localisé soit par son adresse soit par le numéro de sa parcelle.

#### Risques naturels
Certaines parties du territoire communal sont susceptibles d’être affectées par le risque d’inondation par débordement de cours d'eau, notamment l'Hérault. La commune a été reconnue en état de catastrophe naturelle au titre des dommages causés par les inondations et coulées de boue survenues en 1982, 1990, 1994, 1996, 1997, 1999, 2002, 2003, 2014 et 2019,.
Paulhan est exposée au risque de feu de forêt. Un plan départemental de protection des forêts contre les incendies (PDPFCI) a été approuvé en juin 2013 et court jusqu'en 2022, où il doit être renouvelé. Les mesures individuelles de prévention contre les incendies sont précisées par deux arrêtés préfectoraux et s’appliquent dans les zones exposées aux incendies de forêt et à moins de 200 mètres de celles-ci. L’arrêté du 25 avril 2002 réglemente l'emploi du feu en interdisant notamment d’apporter du feu, de fumer et de jeter des mégots de cigarette dans les espaces sensibles et sur les voies qui les traversent sous peine de sanctions. L'arrêté du 11 mars 2013 rend le débroussaillement obligatoire, incombant au propriétaire ou ayant droit,.

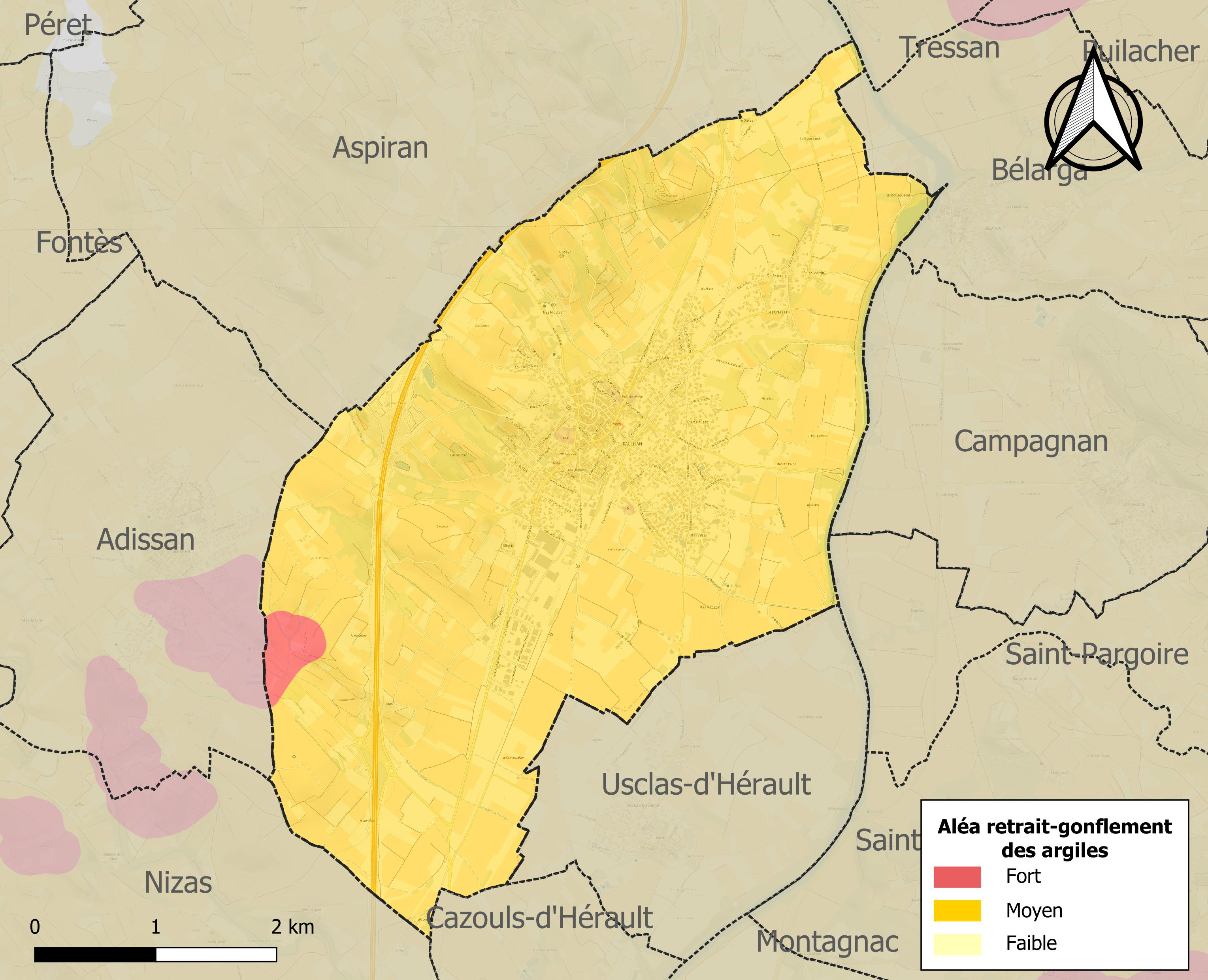
Carte des zones d'aléa retrait-gonflement des sols argileux de Paulhan.

Le retrait-gonflement des sols argileux est susceptible d'engendrer des dommages importants aux bâtiments en cas d’alternance de périodes de sécheresse et de pluie. La totalité de la commune est en aléa moyen ou fort (59,3 % au niveau départemental et 48,5 % au niveau national). Sur les 1 662 bâtiments dénombrés sur la commune en 2019, 1 662 sont en aléa moyen ou fort, soit 100 %, à comparer aux 85 % au niveau départemental et 54 % au niveau national. Une cartographie de l'exposition du territoire national au retrait gonflement des sols argileux est disponible sur le site du BRGM,.
Par ailleurs, afin de mieux appréhender le risque d’affaissement de terrain, l'inventaire national des cavités souterraines permet de localiser celles situées sur la commune.

#### Risques technologiques
Le risque de transport de matières dangereuses sur la commune est lié à sa traversée par des infrastructures routières ou ferroviaires importantes ou la présence d'une canalisation de transport d'hydrocarbures. Un accident se produisant sur de telles infrastructures est susceptible d’avoir des effets graves sur les biens, les personnes ou l'environnement, selon la nature du matériau transporté. Des dispositions d’urbanisme peuvent être préconisées en conséquence.
La commune est en outre située en aval du Barrage du Salagou, un ouvrage de classe A sur le Salagou, mis en service en 1968 et disposant d'une retenue de 102 millions de mètres cubes. À ce titre elle est susceptible d’être touchée par l’onde de submersion consécutive à la rupture de cet ouvrage.

## Toponymie
Attestée sous les formes Paulianum en 990, Paulhanum, Paollano en 1146.
Vient du nom d'un intendant de province Romain : Paulianus.

## Histoire
Les premiers maîtres de Paulhan furent les Bénédictins de Saint-Thibéry, les vicomtes de Béziers et d'Agde, les comtes de Mauguio, les Guilhem, seigneurs de Montpellier du XIIe au XIIIe siècle. Puis, les rois de Majorque furent les maîtres du village jusqu'au XIVe siècle. Le domaine de Paulhan fut alors vendu. Et la famille de Veyrac le posséda durant quatre siècles.
Lors de la Révolution française, les citoyens de la commune se réunissent au sein de la société révolutionnaire, baptisée « société populaire et républicaine des sans-culottes », créée le 5 frimaire an II. Avec 211 membres en brumaire an III (contre 32 à la création), soit 17,8 % de la population, elle rallie la quasi-totalité des hommes adultes, et même des jeunes de moins de 16 ans qui viennent s'y former aux nouvelles pratiques républicaines. C’est le plus fort taux de participation à une société populaire de tout le département.
Le chemin de fer arrive à la fin du XIXe siècle. La ville est alors un nœud ferroviaire avec la présence de plusieurs lignes : Paulhan – Montpellier, Paulhan – Faugères, Paulhan – Vias et Paulhan – Lodève.

## Politique et administration

### Liste des maires
| Période | Période  | Identité             | Étiquette                                                                   | Qualité |
| ------- | -------- | -------------------- | --------------------------------------------------------------------------- | --- |
| 1760    | 1760     | André Durand         |                                                                             | |
| 1793    | 1795     | P. Genieys           |                                                                             | |
| 1795    | 1796     | Raimu Clergue        |                                                                             | |
| 1796    | 1802     | Neviu P. Sylvestre   |                                                                             | |
| 1802    | 1808     | M. Airuhac           |                                                                             | |
| 1808    | 1813     | Jean Bertrand        |                                                                             | |
| 1813    | 1814     | Jean-Paul Pradier    |                                                                             | |
| 1814    | 1821     | Jacques Alaffre      |                                                                             | |
| 1821    | 1825     | Jean Baptiste Romieu |                                                                             | |
| 1825    | 1828     | M. Romejan           |                                                                             | |
| 1828    | 1830     | Guillaume Pages      |                                                                             | |
| 1830    | 1834     | Bertrand Petit       |                                                                             | |
| 1834    | 1836     | Laurent Bertrand     |                                                                             | |
| 1836    | 1840     | Jean Lantier         |                                                                             | |
| 1840    | 1845     | Guillaume Pagès      |                                                                             | |
| 1845    | 1848     | Jean Lantier         |                                                                             | |
| 1848    | 1849     | Aphrodise Lamouroux  |                                                                             | |
| 1860    | 1861     | Ferdinand Pradier    |                                                                             | |
| 1861    | 1863     | Jules Genieys        |                                                                             | |
| 1863    | 1870     | Frédéric Cambon      |                                                                             | |
| 1870    | 1876     | Florent Boyer        |                                                                             | |
| 1876    | 1878     | Camille Petit        |                                                                             | |
| 1878    | 1884     | Achille Léotard      |                                                                             | |
| 1884    | 1885     | Émilien Carrière     |                                                                             | |
| 1885    | 1888     | Félix Négrou         |                                                                             | |
| 1888    | 1892     | Hyppolithe Thaillade |                                                                             | |
| 1892    | 1894     | Almon Boyer          |                                                                             | |
| 1894    | 1896     | Félix Négrou         |                                                                             | |
| 1896    | 1900     | Victor Gelly         |                                                                             | |
| 1900    | 1908     | Émilien Carrière     |                                                                             | |
| 1908    | 1938     | Paul Pelisse         | Radical socialiste puis Gauche démocratique radicale et radicale-socialiste | Pharmacien Député de l'Hérault de 1906 à 1914 Sénateur de l'Hérault de 1920 à 1938 |
| 1938    | 1941     | Vincent Badie        | Radical socialiste                                                          | Avocat et Député de l'Hérault de 1936 à 1958 Le 10 juillet 1940, le gouvernement de Vichy le suspend de ses fonctions de maire, après qu'il a voté contre la délégation du pouvoir au maréchal Pétain. |
| 1941    | 1945     | Joseph Paget         |                                                                             | |
| 1945    | 1971     | Vincent Badie        | Radical socialiste puis CR                                                  | Avocat |
| 1971    | 1977     | André Bonnet         | SE                                                                          | SNCF |
| 1977    | 1989     | José Cohen           | PS                                                                          | Pharmacien |
| 1989    | 1995     | Jack Vézian          | DVD                                                                         | Avocat |
| 1995    | 2014     | Bernard Soto         | PS puis DVG puis PS                                                         | Professeur dans le second degré Président de la Communauté de communes du Clermontais (2001-2008) |
| 2014    | En cours | Claude Valéro        | SE                                                                          | Retraité de l'Éducation nationale 3e vice-président de la communauté de communes du Clermontais |

## Démographie
Au dernier recensement, la commune comptait 4022 habitants.
| 1793  | 1800  | 1806  | 1821  | 1831  | 1836  | 1841  | 1846  | 1851  |
| ----- | ----- | ----- | ----- | ----- | ----- | ----- | ----- | ----- |
| 1 019 | 1 006 | 1 177 | 1 188 | 1 321 | 1 308 | 1 321 | 1 333 | 1 260 |

| 1856  | 1861  | 1866  | 1872  | 1876  | 1881  | 1886  | 1891  | 1896  |
| ----- | ----- | ----- | ----- | ----- | ----- | ----- | ----- | ----- |
| 1 238 | 1 320 | 1 349 | 1 421 | 1 612 | 1 432 | 1 614 | 1 581 | 1 758 |

| 1901  | 1906  | 1911  | 1921  | 1926  | 1931  | 1936  | 1946  | 1954  |
| ----- | ----- | ----- | ----- | ----- | ----- | ----- | ----- | ----- |
| 2 073 | 1 969 | 2 035 | 2 203 | 2 520 | 2 775 | 2 504 | 2 255 | 2 243 |

| 1962  | 1968  | 1975  | 1982  | 1990  | 1999  | 2004  | 2006  | 2009  |
| ----- | ----- | ----- | ----- | ----- | ----- | ----- | ----- | ----- |
| 2 264 | 2 421 | 2 276 | 2 379 | 2 580 | 2 634 | 3 122 | 3 195 | 3 563 |

| 2014  | 2019  | 2022  | - | - | - | - | - | - |
| ----- | ----- | ----- | - | - | - | - | - | - |
| 3 820 | 4 016 | 4 022 | - | - | - | - | - | - |

## Économie

### Revenus
En 2018, la commune compte 1 707 ménages fiscaux, regroupant 4 007 personnes. La médiane du revenu disponible par unité de consommation est de 19 450 € (20 330 € dans le département). 37 % des ménages fiscaux sont imposés (45,8 % dans le département).

### Emploi
|                | 2008   | 2013   | 2018   |
| -------------- | ------ | ------ | ------ |
| Commune        | 11 %   | 14,5 % | 13,7 % |
| Département    | 10,1 % | 11,9 % | 12 %   |
| France entière | 8,3 %  | 10 %   | 10 %   |

En 2018, la population âgée de 15 à 64 ans s'élève à 2 282 personnes, parmi lesquelles on compte 72,8 % d'actifs (59,1 % ayant un emploi et 13,7 % de chômeurs) et 27,2 % d'inactifs,. Depuis 2008, le taux de chômage communal (au sens du recensement) des 15-64 ans est supérieur à celui de la France et du département.
La commune est hors attraction des villes,. Elle compte 993 emplois en 2018, contre 880 en 2013 et 740 en 2008. Le nombre d'actifs ayant un emploi résidant dans la commune est de 1 360, soit un indicateur de concentration d'emploi de 73 % et un taux d'activité parmi les 15 ans ou plus de 51,3 %.
Sur ces 1 360 actifs de 15 ans ou plus ayant un emploi, 399 travaillent dans la commune, soit 29 % des habitants. Pour se rendre au travail, 87,5 % des habitants utilisent un véhicule personnel ou de fonction à quatre roues, 1,1 % les transports en commun, 7 % s'y rendent en deux-roues, à vélo ou à pied et 4,5 % n'ont pas besoin de transport (travail au domicile).

### Activités hors agriculture

#### Secteurs d'activités
357 établissements sont implantés à Paulhan au 31 décembre 2019. Le tableau ci-dessous en détaille le nombre par secteur d'activité et compare les ratios avec ceux du département,.
| Secteur d'activité                                                                                        | Commune | Commune | Département |
| Secteur d'activité                                                                                        | Nombre  | %       | %           |
| --- | ------- | ------- | ----------- |
| Ensemble                                                                                                  | 357     | 100 %   | (100 %)     |
| Industrie manufacturière, industries extractives et autres                                                | 44      | 12,3 %  | (6,7 %)     |
| Construction                                                                                              | 79      | 22,1 %  | (14,1 %)    |
| Commerce de gros et de détail, transports, hébergement et restauration                                    | 91      | 25,5 %  | (28 %)      |
| Information et communication                                                                              | 6       | 1,7 %   | (3,3 %)     |
| Activités financières et d'assurance                                                                      | 6       | 1,7 %   | (3,2 %)     |
| Activités immobilières                                                                                    | 15      | 4,2 %   | (5,3 %)     |
| Activités spécialisées, scientifiques et techniques et activités de services administratifs et de soutien | 45      | 12,6 %  | (17,1 %)    |
| Administration publique, enseignement, santé humaine et action sociale                                    | 36      | 10,1 %  | (14,2 %)    |
| Autres activités de services                                                                              | 35      | 9,8 %   | (8,1 %)     |

Le secteur du commerce de gros et de détail, des transports, de l'hébergement et de la restauration est prépondérant sur la commune puisqu'il représente 25,5 % du nombre total d'établissements de la commune (91 sur les 357 entreprises implantées à Paulhan), contre 28 % au niveau départemental.

#### Entreprises et commerces
Les cinq entreprises ayant leur siège social sur le territoire communal qui génèrent le plus de chiffre d'affaires en 2020 sont :
- Irrifrance Groupe, fabrication de machines agricoles et forestières (18 000 k€)
- Generale De Pompage, location avec opérateur de matériel de construction (2 780 k€)
- Herelec, fabrication d'articles en fils métalliques, de chaînes et de ressorts (1 332 k€)
- Energie Chrono Service Ecs, réparation d'équipements électriques (1 030 k€)
- SAS Tauleigne's Pro Bat, travaux de maçonnerie générale et gros œuvre de bâtiment (761 k€)

### Agriculture
La commune est dans la « Plaine viticole », une petite région agricole occupant la bande côtière du département de l'Hérault. En 2020, l'orientation technico-économique de l'agriculture  sur la commune est la viticulture.
|               | 1988 | 2000 | 2010 | 2020 |
| ------------- | ---- | ---- | ---- | ---- |
| Exploitations | 230  | 119  | 56   | 45   |
| SAU (ha)      | 847  | 606  | 466  | 443  |

Le nombre d'exploitations agricoles en activité et ayant leur siège dans la commune est passé de 230 lors du recensement agricole de 1988  à 119 en 2000 puis à 56 en 2010 et enfin à 45 en 2020, soit une baisse de 80 % en 32 ans. Le même mouvement est observé à l'échelle du département qui a perdu pendant cette période 67 % de ses exploitations,. La surface agricole utilisée sur la commune a également diminué, passant de 847 ha en 1988 à 443 ha en 2020. Parallèlement la surface agricole utilisée moyenne par exploitation a augmenté, passant de 4 à 10 ha.

## Culture locale et patrimoine

### Lieux et monuments
- Église Notre-Dame-des-Vertus de Paulhan datant du XIe siècle. L'édifice a été classé au titre des monuments historiques en 1987[31]. Plusieurs objets sont référencés dans la base Palissy (voir les notices liées)[31].
- L'ermitage Saint-Jean de Vareilhes : au moment des grandes invasions (Visigoths, Francs, Maures) les villages dispersés dans la campagne (Vareilhes, Saint-Geniès, Gisses) sont abandonnés. Les populations se regroupent autour du Castrum sur la colline du Castellas. Le ruisseau de Vareilhes donna son nom à la chapelle qui devint par la suite dîmerie. Elle est mentionnée pour la première fois en 1153 dans le Livre Noir du Cartulaire de Béziers, puis érigée en Prieuré en 1323. De nombreux ermites occupent le lieu au cours des XVIIe et XVIIIe siècles. Le bien est vendu après la Révolution. En 1820, l’ermitage aurait été occupé par un moine, la chapelle porte témoignage d’une occupation. Fin XIXe siècle début du XXe siècle jusque dans les années 1960, l’ermitage est la propriété du docteur Crouzet puis de son gendre le docteur Py, l’église est devenu un abri agricole très bien entretenu. Ramonets ou ouvriers agricoles y logèrent dans l’attente d’un logement plus décent ;
- Chapelle de l'Ermitage-Saint-Jean de Vareilles ;
- Statue du général Milan Rastislav Štefánik, bronze de Bohumil Kafka (1933), présente dans le village depuis 1955. Cette statue est à l’origine d'un jumelage avec son village natal, Košariská (Slovaquie), et la ville qui abrite son mausolée, Brezová pod Bradlom (Slovaquie) ;
- Église de l'Exaltation-de-la-Sainte-Croix de Paulhan (1903), actuelle église paroissiale. L'édifice est référencé dans la base Mérimée et à l'Inventaire général Région Occitanie[32]. De nombreux objets sont référencés dans la base Palissy (voir les notices liées)[32].
- Le moulin des Laures du XIIe siècle[33] ;
- La cave coopérative vinicole, inscrite depuis le 13 avril 2015 parmi les monuments historiques[34]. Elle est réalisée par l'architecte Edmond Leenhardt et construite à partir de 1934. Elle représente un monument symbolique du mouvement coopératif local[35].

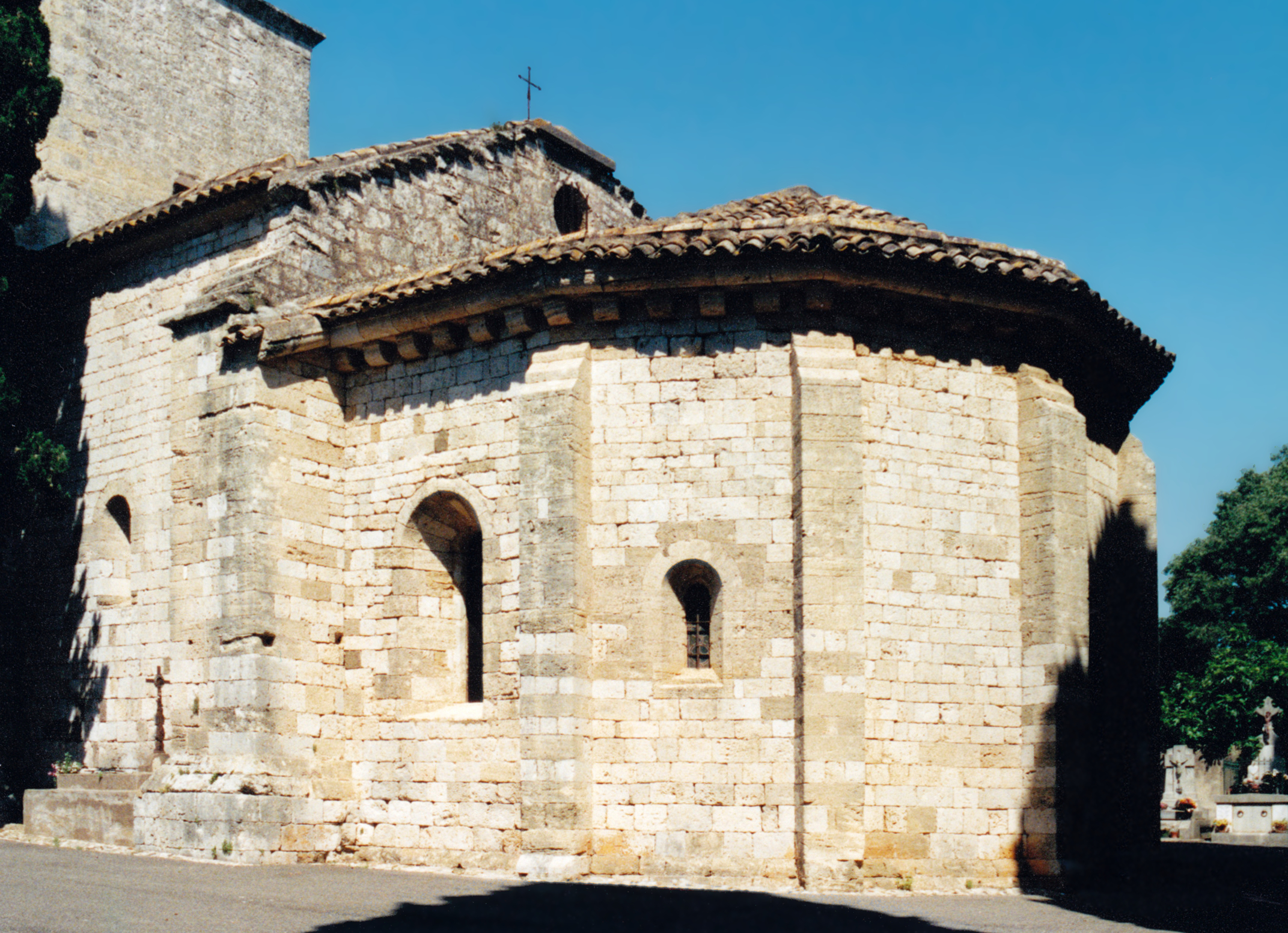
Chevet de l'Église Notre-Dame-des-Vertus de Paulhan.
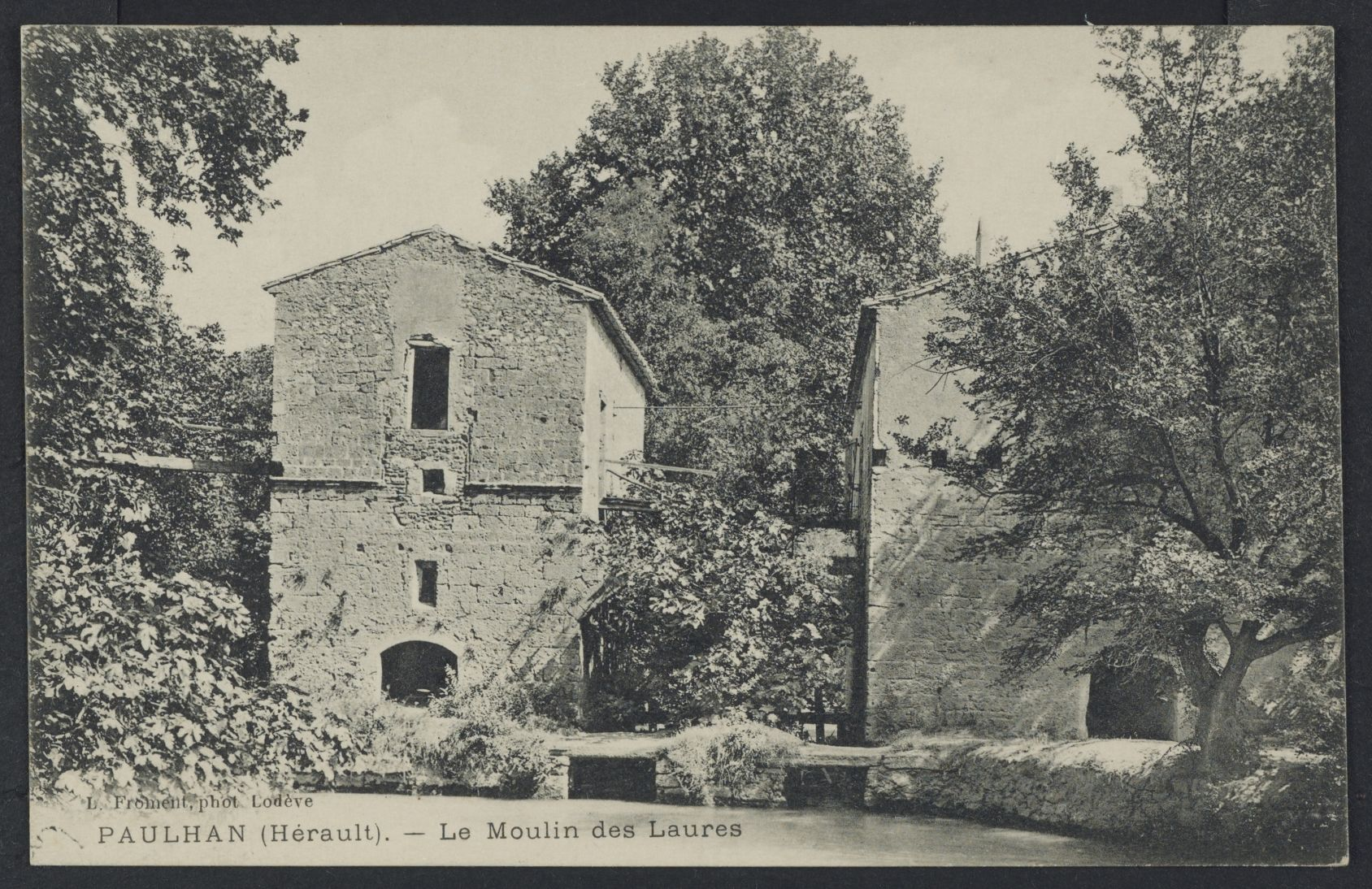
Le Moulin des Laures : carte postale de la 1e moitié du XXe siècle.

### Héraldique
|  | Les armoiries de Paulhan se blasonnent ainsi : « D'azur, au pairle losangé d'or et de sinople ». Grand Armorial du Languedoc. |

### Personnalités liées à la commune
- Vincent Badie (1902-1989), homme politique, député-maire de la commune, conseil général et ministre ;
- Eugène Lautier (1867-1935), homme politique, député-maire et ministre.
- Caliste Henry-Hennebert (2006 - aujourd'hui), joueur d'esport

## Services publics

### Les établissements scolaires
- École maternelle Françoise-Dolto ;
- École primaire George-Sand (ancienne école) ;
- École primaire Georges-Brassens (ancienne école) ;
- École élémentaire Arc-en-ciel ;
- Collège Emmanuel-Maffre-Baugé.

### Infrastructures
- La médiathèque municipale Jeanne Grizard ;
- Le stade des Laures Yves Cros ;
- Le gymnase Pierre Mendès France ;
- Le gymnase départemental ;
- Le foyer Rural René Cassin ;
- La piscine communautaire ;
- La salle des fêtes ;
- La salle des produits régionaux ;
- La salle des jeunes ;
- L'EHPAD Vincent Badie ;
- La salle des associations Georges Brassens ;

## Animations
- La Foire des Couleurs: le premier dimanche de mai. Découverte dans les rues, des commerçants et artisans, des producteurs et produits du terroir, des associations, des artistes (potiers, peintres, sculpteurs…), un grand marché aux puces et de nombreux manèges d'enfants. Organisée par l’Association des Commerçants et Artisans de Paulhan ;
- La Foire dans la Circulade : mi-octobre, marché aux puces, artistes peintres, sculpteurs d'art et les associations paulhanaises, animations de rue et expositions. Organisée par, l’Association des Commerçants et Artisans de Paulhan en partenariat avec la mairie, l’association des villages circulaires, la Chambre de commerce et d'industrie de Montpellier ;
- Le marché de Noël : mi décembre. Organisé par l’Association des Commerçants et Artisans de Paulhan ;
- L'Alhambra Festi : fin août. Festival de spectacle vivant organisé par la mairie : 3 jours d'ateliers libres pour les enfants et de spectacles.

## Jumelages
- Krailling (Allemagne)
- Brezová pod Bradlom (Slovaquie)
- Košařiska (Slovaquie)